# Abu Haszim Abd Allah Ibn Muhammad Ibn al-Hanafijja

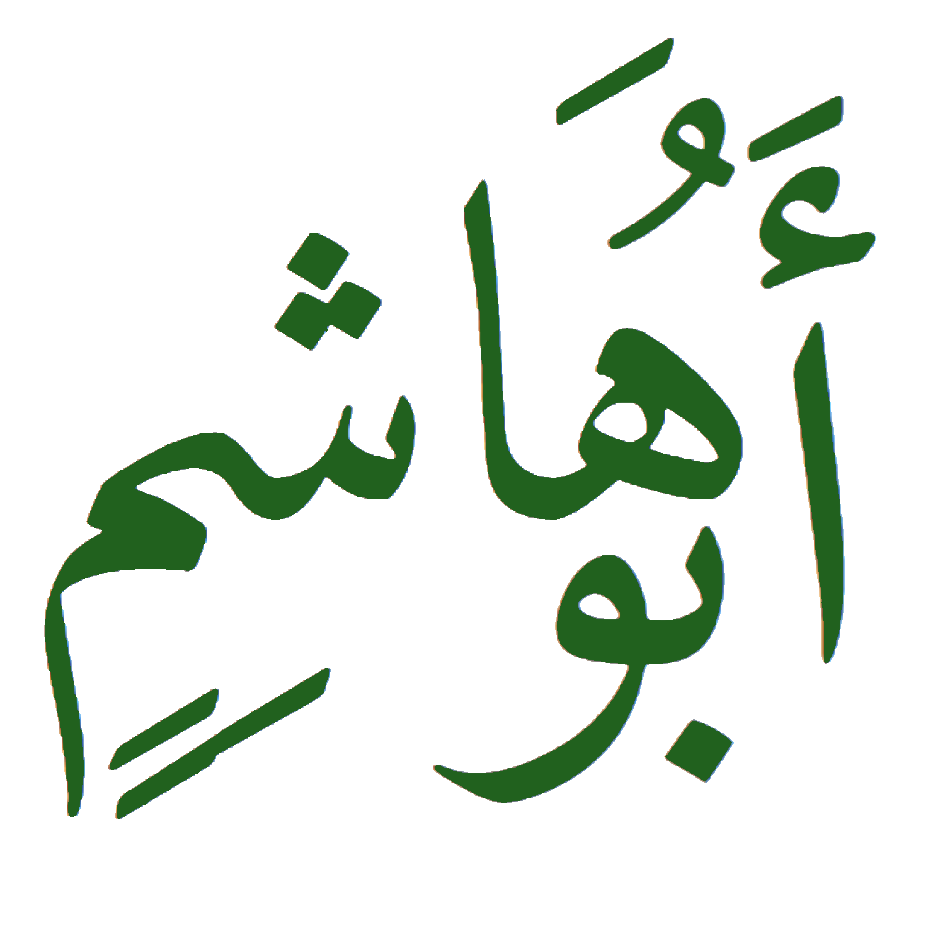
Abu Hashim (kaligrafia arabska)

Abu Haszim Abd Allah Ibn Muhammad Ibn al-Hanafijja (? - zm. pomiędzy 700 a 703/81 - 84 A.H.) – syn Muhammada Ibn al-Hanafijji, uznawany za imama przez szyickie ugrupowanie kajsanitów.
Niewiele wiadomo o jego życiu. Jego część miał spędzić w Syrii, a po śmierci swojego ojca Muhammada Ibn al-Hanafijji miał być uznawany za imama przez większość kajsanitów, jednak o naturze tego przywództwa nic nie wiadomo. Jego ojciec ponoć osobiście mianował go swoim następcą, co oznaczałoby, że to właśnie wtedy po raz pierwszy w szyizmie została zastosowana idea „nassu” (naṣṣ – tekst), zgodnie z którą żyjący imam wyznacza swojego następcę. Niektórzy kajsanici uważali go jedynie za pełnomocnika (waṣi) Muhammada Ibn al-Hanafijji, „który, jak twierdzono, żyje i przebywa w górach Raḍwā między Mekką a Medyną karmiony przez dzikie kozice i strzeżony przez dwa lwy”. Abu Haszim zmarł podobno wkrótce po złożeniu hołdu na dworze Umajjadów, według Al-Masudiego za panowania Abd al-Malika (685–705). Taka data wydaje się bardziej wiarygodna niż tradycyjnie podawany rok 716/717, ponieważ jest ona potwierdzona przez fakt, że zmarły w roku 703 Abd Allah Ibn Haris Ibn Naufal miał brać udział w jego ceremonii pogrzebowej. Z kolei poeta Kusajjir Azza w jednym ze swoich wierszy przepowiada, że syn Muhammada Ibn al-Hanafijji i jego następca jako przywódca wiernych (czyli Abu Haszim) nie dożyje do końca panowania Abd al-Malika.
Wiele lat po śmierci Abu Haszima walczący o względy szyitów przywódcy, Abbasyda Muhammad Ibn Ali i potomek brata Alego, Abd Allah Ibn Mu’awija, zaczęli twierdzić, że są w posiadaniu jego testamentu, w którym przekazał on imamat za pomocą nassu na ich rzecz. Z tekstu testamentu używanego przez abbasydzką propagandę wiadomo, że 100 rok hidżry (718/719) był uważany przez wiele szyickich grup za datę w której miały spełnić się ich eschatologiczne nadzieje. Wydaje się, że to właśnie wtedy przesunięto datę śmierci Abu Haszima na okres tuż przed tym rokiem, tak by udzielenie przez niego nassu mogło być uważane za początek wydarzeń ześrodkowanych wokół roku 100. Większość dawnych zwolenników Abu Haszima skupiła się wokół Abbasydów, a nazywali oni siebie haszimijja, co sugerowało popieranie Haszymitów. Prawdopodobnie pierwotnie przez haszimijję rozumiano jednak nie zwolenników Haszymitów, ale konkretnie Abu Haszima. Ostatecznie nazwa ta zaczęła oznaczać zwolenników jedynie jednego odłamu Haszymitów, to jest Abbasydów. Kiedy Abbasydzi wzmocnili swoją władzę, trzeci kalif z tej dynastii, Al-Mahdi (775–785), zrezygnował z wywodzenia ich prawa do przywództwa od Abu Haszima i zaczął je wyprowadzać od protoplasty rodu, Abbasa, jako krewnego i prawowitego dziedzica Mahometa.